# Taweesak Kasiwat
Taweesak Kasiwat (taj. ทวีศักดิ์ กสิวัฒน์; ur. 10 sierpnia 1932 w Samut Prakan) – tajski strzelec, olimpijczyk.
Brał udział w igrzyskach olimpijskich w latach 1964 (Tokio) i 1968 (Meksyk). Na obu startował w konkurencji strzelania z pistoletu szybkostrzelnego z odl. 25 metrów, w której zajmował 35. i 37. miejsce.
W 1971 roku zajął siódme miejsce w tej samej konkurencji podczas mistrzostw Azji w Seulu (zdobył 575 punktów).

## Wyniki olimpijskie
| Igrzyska | Konkurencja                   | Wynik                 | Miejsce    | Źródło |
| -------- | ----------------------------- | --------------------- | ---------- | ------ |
| IO 1964  | Pistolet szybkostrzelny, 25 m | 571 punktów (289-282) | 35 (na 53) | [ 2 ]  |
| IO 1968  | Pistolet szybkostrzelny, 25 m | 575 punktów (288-287) | 37 (na 56) | [ 3 ]  |